# Distretto di Sangarará
Il distretto di Sangarará è un distretto del Perù nella provincia di Acomayo (regione di Cusco) con 3.753 abitanti al censimento 2007.
È stato istituito il 23 novembre 1861.